# Ново-Кузнецовская волость
Ново-Кузнецовская волость — упразднённые административно-территориальная единица 3-го уровня и муниципальное образование со статусом сельского поселения в Бежаницком районе Псковской области России.
Административный центр — деревня Ублиска.

## География
Территория волости граничила на юге с Ашевской волостью, на северо-востоке — с Чихачёвской, на востоке — с Добрывичской, на юго-востоке — с Шиловской волостями, на севере — с Дедовичским районом, на западе — с Новоржевским районом.

## Население
Численность населения Ново-Кузнецовской волости по переписи населения 2002 года составила 759 жителей.

## Населённые пункты
В состав волости входило 33 населённых пункта (деревень): Алексино, 
Астищи, 
Боскино, 
Валтухово, 
Ванюково, 
Велейно, 
Веретье, 
Заболотье, 
Забор, 
Заборовье, 
Зажигино, 
Исаково, 
Княжая, 
Копенкино, 
Коскиничи, 
Кузнецово, 
Малый Городец, 
Мостки, 
Ново-Малый Городец, 
Оклад, 
Орлово, 
Отрез, 
Пентешкино, 
Подвигалово, 
Полозово, 
Пустошка, 
Райская, 
Самулиха, 
Сумароково, 
Тихвино, 
Ублиска, 
Уда, 
Удачино.

## История
Постановлением Псковского областного Собрания депутатов от 26 января 1995 года все сельсоветы в Псковской области были переименованы в волости, в том числе Ново-Кузнецовский сельсовет был превращён в Ново-Кузнецовскую волость.
Законом Псковской области от 28 февраля 2005 года в границах волости было также создано муниципальное образование со статусом сельского поселения Ново-Кузнецовская волость с 1 января 2006 года в составе муниципального образования Бежаницкий район со статусом муниципального района.
На референдуме 11 октября 2009 года было поддержано объединение Ново-Кузнецовской и Ашевской волостей. Законом Псковской области от 3 июня 2010 года Ново-Кузнецовская волость была упразднена и вместе с Ашевской волостью объединена в новое муниципальное образование со статусом сельского поселения Ашевское.
Законом Псковской области от 30 марта 2015 года сельское поселение Ашевское было упразднено, а его территория 11 апреля 2015 года с соседними сельскими поселениями (Добрывичская волость и Чихачёвская волость) была объединена в новое сельское поселение Чихачёвское с административным центром в селе Ашево.